# Saison 3 de Lance et compte
Cette page présente le guide des épisodes de la troisième saison de la série télévisée Lance et compte.

## Épisode 1
- Numéro(s) : 3-01
- Scénariste(s) :
- Réalisateur(s) :
- Diffusion : 5 janvier 1989
- Résumé : Pierre Lambert connaît une carrière prolifique au sein du National trois ans après la victoire de la Coupe du monde. Cependant, Allan Goldman, le propriétaire du Club, adopte une attitude rude envers l’équipe à la suite d’une saison peu rayonnante.

## Épisode 2
- Numéro(s) : 3-02
- Scénariste(s) :
- Réalisateur(s) :
- Diffusion : 12 janvier 1989
- Résumé : Le National doit affronter les Flyers et Lambert connaît une partie coriace. Linda Hébert accepte l’offre alléchante de Joan Faulkner, propriétaire du Matin. Pierre Lambert et sa fiancée, Patricia, préparent un mariage de rêve.

## Épisode 3
- Numéro(s) : 3-03
- Scénariste(s) :
- Réalisateur(s) :
- Diffusion : 19 janvier 1989
- Résumé : Patricia et Pierre connaissent des moments difficiles au sein de leur couple. Le National fait appel à la relève : Frank Ross et Étienne Tremblay. Koulikov apprend les façons du sport professionnel en Amérique du Nord.

## Épisode 4
- Numéro(s) : 3-04
- Scénariste(s) :
- Réalisateur(s) :
- Diffusion : 26 janvier 1989
- Résumé : Allan Goldman reçoit une offre d’achat pour le contrat de Pierre Lambert, ce qui pourrait enfin renflouer les finances du National. Marc Gagnon exprime sa jalousie à Suzie qui est beaucoup plus préoccupée par sa carrière. Lulu devient journaliste pour le Matin et l’attirante Vanessa, fille de Joan Faulkner, est présentée à l’équipe du Journal.

## Épisode 5
- Numéro(s) : 3-05
- Scénariste(s) :
- Réalisateur(s) :
- Diffusion : 2 février 1989
- Résumé : L’avenir de Lambert et de Guilbeault semble incertain avec le Club et les problèmes du National ne font que s’accumuler. Les recrues donnent du fil à retordre à Marc Gagnon. Patricia connaît des troubles de santé et Pierre est excité à la pensée de revoir Lucie.

## Épisode 6
- Numéro(s) : 3-06
- Scénariste(s) :
- Réalisateur(s) :
- Diffusion : 9 février 1989
- Résumé : Sergei est plus malheureux que jamais à Philadelphie. Au sein du National, les recrues sont indisciplinées et les conséquences se font sentir. Pierre Lambert doit réorganiser sa vie professionnelle et privée. À Chicoutimi, Jojo fait une surprise à Lulu, mais ce dernier n’est pas certain d’apprécier.

## Épisode 7
- Numéro(s) : 3-07
- Scénariste(s) :
- Réalisateur(s) :
- Diffusion : 16 février 1989
- Résumé : Le National ne cesse de perdre et Mercier entend mettre fin à la grève de Pierre Lambert. Frédéric Tanner fait une offre d’achat à Allan Goldman, propriétaire du National. Vanessa se voit embauchée à titre de stagiaire pour le Matin et semble fascinée par Pierre Lambert. Un détournement de mineures risque de gravement blesser le National.

## Épisode 8
- Numéro(s) : 3-08
- Scénariste(s) :
- Réalisateur(s) :
- Diffusion : 23 février 1989
- Résumé : Le procureur Marcel Allaire voudrait publier l’histoire des mineures mais Faulkner donne ses ordres à Linda. Marie-France apprend une nouvelle tragique à Suzie. Vanessa poursuit Pierre Lambert sans relâche et Patricia en a assez. Le National passe Noël dans un hôpital pour enfants.

## Épisode 9
- Numéro(s) : 3-09
- Scénariste(s) :
- Réalisateur(s) :
- Diffusion : 2 mars 1989
- Résumé : John Aylmer prend les grands moyens pour régler les problèmes financiers du Club. Rien ne semble vouloir arrêter la belle Vanessa dans ses tentatives pour séduire Pierre Lambert. Tanner se confie à Linda Hébert. Marc Gagnon découvre ce qui trouble sa fille Marie-France.

## Épisode 10
- Numéro(s) : 3-10
- Scénariste(s) :
- Réalisateur(s) :
- Diffusion : 9 mars 1989
- Résumé : Les nouvelles d’un déménagement du National à San Francisco a un effet dévastateur. L’opinion publique se retourne contre Frédéric et Jacques. Joan Faulkner prise au piège, ne révèle toujours pas à Linda Hébert ses véritables intentions. Suzie Lambert et Louis Marso partent en tournée promotionnelle.

## Épisode 11
- Numéro(s) : 3-11
- Diffusion : 16 mars 1989
- Résumé : On est sans nouvelles de Suzie Lambert et de Louis Marso, mais les recherches continuent. Les vétérans du National donnent une leçon à Étienne Tremblay. Linda Hébert met à jour les agissements de Joan Faulkner. Patricia et Vanessa ont un entretien orageux qui se termine d’une façon dramatique.

## Épisode 12
- Numéro(s) : 3-12
- Scénariste(s) :
- Réalisateur(s) :
- Diffusion : 23 mars 1989
- Résumé : Avec l’appui de tous les joueurs et de la population de Québec, Guilbeault, Linda Hébert, Marc Gagnon et Pierre Lambert tentent d’amasser des fonds pour contrer le déménagement du National. Les amours de Marc et de Suzie refont surface.

## Épisode 13
- Numéro(s) : 3-13
- Scénariste(s) :
- Réalisateur(s) :
- Diffusion : 30 mars 1989
- Résumé : Linda et Lulu saisissent enfin la preuve qu’ils recherchaient. Guilbeault se présente à l’Assemblée des Gouverneurs avec son offre d’achat alors que Faulkner continue ses manœuvres. Durant ce temps, le National et Marc Gagnon livrent bataille contre les Maples Leafs. Pour Patricia, une autre lutte se présente : celle de la vie à naître.